# Nadbai
Nadbai è una suddivisione dell'India, classificata come municipality, di 21.644 abitanti, situata nel distretto di Bharatpur, nello stato federato del Rajasthan. In base al numero di abitanti la città rientra nella classe III (da 20.000 a 49.999 persone).

## Geografia fisica
La città è situata a 27° 14' 08 N e 77° 11' 32 E.

## Società

### Evoluzione demografica
Al censimento del 2001 la popolazione di Nadbai assommava a 21.644 persone, delle quali 11.680 maschi e 9.964 femmine. I bambini di età inferiore o uguale ai sei anni assommavano a 3.326, dei quali 1.820 maschi e 1.506 femmine. Infine, coloro che erano in grado di saper almeno leggere e scrivere erano 13.947, dei quali 8.712 maschi e 5.235 femmine.